# The Intern (serie televisiva)
The Intern (La Stagiaire) è una serie televisiva francese creata da Laurent Burtin e Isabel Sebastian. Ha debuttato con l'episodio pilota il 3 febbraio 2015 sul canale France 3, mentre la serie è trasmessa dal 12 gennaio 2016. 
In Italia, sono andate in onda soltanto le prime cinque stagioni della serie dal 23 marzo 2017 al 16 febbraio 2021 su Fox Crime.

## Trama
Dopo un errore giudiziario che l'ha portata dietro le sbarre, Constance Meyer ha deciso di intraprendere una nuova carriera. A 50 anni, era contadina e sindaco del suo paese ed ora è diventata una studentessa presso l'École nationale de la magistrature (la Scuola Nazionale della Magistratura).

## Episodi
| Stagione         | Episodi | Prima TV Francia | Prima TV Italia |
| ---------------- | ------- | ---------------- | --------------- |
| Prima stagione   | 7       | 2015-2016        | 2017            |
| Seconda stagione | 6       | 2017             | 2017            |
| Terza stagione   | 8       | 2018             | 2018            |
| Quarta stagione  | 8       | 2019             | 2019            |
| Quinta stagione  | 8       | 2020             | 2021            |
| Sesta stagione   | 8       | 2021             | inedita         |
| Settima stagione | 6       | 2022             | inedita         |
| Ottava stagione  | 6       | 2023             | inedita         |
| Nona stagione    | 6       | 2024             | inedita         |
| Decima stagione  | 6       | 2025             | inedita         |

## Luoghi delle riprese
La serie è girata tra Marsiglia e Aix-en-Provence nella regione Provenza-Alpi-Costa Azzurra.